# مضيق كلارنس (إيران)

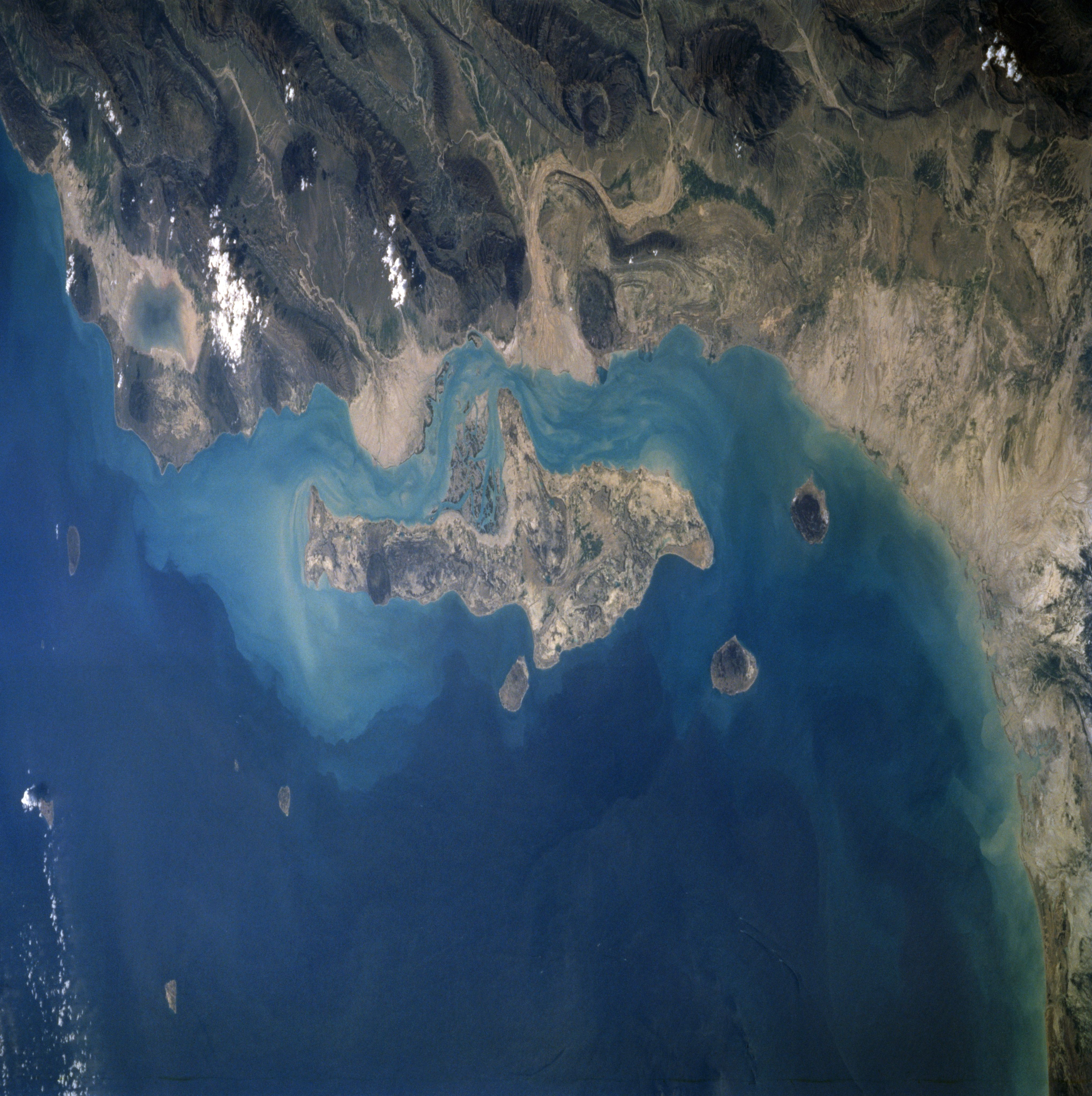

مضيق كلارنس هو مضيق ضيق يفصل جزيرة قشم الإيرانية عن الأراضي الإيرانية. هو أصغر بكثير من نظيره مضيق هرمز. اسم الأصلي للمضيق هو مضيق خوران.
مضيق كلارنس يحتوي على غابات المانغروف الأكثر انتشارا في الخليج العربي والذي يعرف محليا باسم الغابات الحارة.